# Саут-Форк (Вісконсин)
Саут-Форк (англ. South Fork) — місто (англ. town) в США, в окрузі Раск штату Вісконсин. Населення — 115 осіб (2020).

## Демографія
Згідно з переписом 2010 року, у місті мешкало 120 осіб у 59 домогосподарствах у складі 32 родин. Було 126 помешкань
Расовий склад населення:
| - 100,0 % — білих |

До двох чи більше рас належало 0,0 %. Частка іспаномовних становила 0,8 % від усіх жителів.
За віковим діапазоном населення розподілялося таким чином: 18,3 % — особи молодші 18 років, 62,5 % — особи у віці 18—64 років, 19,2 % — особи у віці 65 років та старші. Медіана віку мешканця становила 50,0 року. На 100 осіб жіночої статі у місті припадало 73,9 чоловіків;  на 100 жінок у віці від 18 років та старших — 81,5 чоловіків також старших 18 років.
Середній дохід на одне домашнє господарство  становив 41 230 доларів США (медіана — 36 250), а середній дохід на одну сім'ю — 59 826 доларів (медіана — 54 375). Медіана доходів становила 37 500 доларів для чоловіків та 25 000 доларів для жінок. За межею бідності перебувало 22,9 % осіб, у тому числі 0,0 % дітей у віці до 18 років та 22,2 % осіб у віці 65 років та старших.
Цивільне працевлаштоване населення становило 30 осіб. Основні галузі зайнятості: роздрібна торгівля — 20,0 %, виробництво — 20,0 %, сільське господарство, лісництво, риболовля — 16,7 %.